# 2642 Vésale
2642 Vésale là một tiểu hành tinh vành đai chính với chu kỳ quỹ đạo là 1380.5282246 ngày (3.78 năm).
Nó được phát hiện ngày 14 tháng 9 năm 1961.
```
bu astreoid benım dogdugum gun ortaya cıkmıs, onemlı yani:)
```